# Liste von Hotelstraßenbahnen
Die Liste von Hotelstraßenbahnen umfasst Straßenbahnbetriebe, die speziell zur Anbindung von Hotels gebaut und betrieben wurden.
In der sogenannten Belle Époque entstanden Grand Hotels – Hotels mit besonders gehobenem Anspruch für ebensolches Publikum. Meist lagen diese Hotels in bestehenden Fremdenverkehrsgebieten, gelegentlich waren sie aber auch Ausgangspunkt neuer touristischer Entwicklungen. Oft wurden sie an landschaftlich spektakulären Orten und abseits der bisherigen Verkehrswege erbaut, womit durch die Erbauer auch die verkehrliche Anbindung berücksichtigt werden musste. Bevor dafür in sinnvollem Maße Automobile zur Verfügung standen, kam es daher weltweit gelegentlich zum Bau eigener, meist sehr kurzer und exklusiv durch Hotelgäste nutzbarer Hotelstraßenbahnen – häufig wurde damit eine Verbindung zum nächstliegenden Bahnhof hergestellt.
Viele dieser Straßenbahnen wurden mit Muskelkraft betrieben, meistens als Pferdebahn oder mit Mauleseln. Im Fall der Bahn des Victoria Falls Hotel im heutigen Simbabwe ist das Schieben der Wagen durch Menschen belegt, aus heutiger Sicht ein Fall kolonialer Ausbeutung. Bei einigen Bahnen fand die elektrische Traktion Anwendung. Durch den Siegeszug des Automobils wurden Hotelstraßenbahnen mit Ausnahme des Riffelalptrams in der Schweiz weltweit vollständig verdrängt.
|                                                               | Betrieb                                      | Spurweite | Länge      | Betriebsart                            | Eröffnung | Stilllegung                                          | Besonderheit                                                          |
| ------------------------------------------------------------- | -------------------------------------------- | --------- | ---------- | -------------------------------------- | --------- | ---------------------------------------------------- | --------------------------------------------------------------------- |
| Frankreich / Monaco                                           |                                              |           |            |                                        |           |                                                      |                                                                       |
|                                                               | Zahnradbahn Monte Carlo–Riviera Palace       | 1000 mm   | 528 m      | Elektrisch (550 V) Zahnradsystem Strub | 1903      | 1914                                                 | Einzige grenzüberschreitende Hotelstraßenbahn                         |
| Schweiz                                                       |                                              |           |            |                                        |           |                                                      |                                                                       |
|                                                               | Tramway Bellavista                           | 600 mm    | 400 m      | Pferdebahn                             | 1891      | 1938                                                 | [ 2 ]                                                                 |
|                                                               | Doldertram                                   | 1000 mm   | 637 m      | Elektrisch                             | 1899      | 1931                                                 |                                                                       |
|                                                               | Riffelalptram                                | 800 mm    | 469 m      | Elektrisch (550 V / 40 Hz)             | 1899      | 1961                                                 | Bis 1961 eine der wenigen Straßenbahnen weltweit mit Drehstrombetrieb |
| 675 m                                                         | Riffelalptram                                | 800 mm    | Akku       | 2001                                   | –         | Höchstgelegene Straßenbahn über Meereshöhe in Europa |                                                                       |
|                                                               | Pferdebahn Mürren                            | 500 mm    | 455 m      | Pferdebahn                             | 1894      | 1937                                                 | [ 4 ]                                                                 |
|                                                               | Hotelstraßenbahn Aigle CFF–Aigle Grand Hôtel | 1000 mm   | 900 m      | Elektrisch                             | 1900      | 1932                                                 | [ 5 ]                                                                 |
| Großbritannien                                                |                                              |           |            |                                        |           |                                                      |                                                                       |
|                                                               | Cruden Bay Hotel Tramway                     | 1067 mm   | 480 m      | Elektrisch (550 V)                     | 1899      | 1940                                                 |                                                                       |
| Simbabwe                                                      |                                              |           |            |                                        |           |                                                      |                                                                       |
|                                                               | Victoria Falls Hotel Tram                    | 600 mm    | ca. 2 km   | Humanbetrieb                           | 1920      | 1957                                                 | [ 6 ]                                                                 |
| Vereinigte Staaten                                            |                                              |           |            |                                        |           |                                                      |                                                                       |
|                                                               | Altamonte Hotel Tram „Dixie Flyer“           | ?         | ca. 800 m  | Pferdebahn                             | 1883      | vor 1923                                             | [ 7 ] [ 8 ] [ 9 ]                                                     |
|                                                               | Ormond Hotel Mule Tram                       | ?         | ?          | Pferdebahn                             | ca. 1890  | ca. 1910                                             | [ 10 ]                                                                |
| Palm Beach Mule Tram Royal Poinciana Hotel und Breakers Hotel | ?                                            | ?         | Pferdebahn | ca. 1900                               | ca. 1927  | [ 10 ]                                               |                                                                       |

Einige weitere Straßenbahnbetriebe dienten ebenfalls vorrangig der Anbindung von Hotels, waren aber auch für die Allgemeinheit zugänglich. Dazu zählten beispielsweise:
- Straßenbahn Abbazia: Sie erschloss zahlreiche entlang der Adriaküste angeordnete Hotels. Daneben diente sich auch dem normalen öffentlichen Verkehr des Küstengebietes im östlichen Istrien und wurde auch für Güter- und Postverkehr herangezogen.
- Tramway de Biskra à la Fontaine Chaude: Diese algerische Bahn diente der Erschließung von Bädern und eines Casinos. Die Verwendung für ein Hotel war angedacht, eine konkrete Umsetzung ist nicht nachgewiesen
- Strassenbahn St. Moritz: Diese Bahn besaß keinen Anschluss an den Bahnhof St. Moritz und diente daher vor allem den Kurgästen der diversen Hotels entlang der Strecke für die Fahrt zu Zielen innerhalb von St. Moritz, war aber für die Allgemeinheit ebenfalls nutzbar.[11]
- Tramway Chillon-Byron-Villeneuve: Diese später in der Tramway Vevey-Montreux-Chillon-Villeneuve aufgegangene Strecke wurde vor allem für die Gäste des seinerzeit sehr bekannten Hôtel Byron am Ufer des Genfer Sees erbaut, diente aber auch dem allgemeinen öffentlichen Verkehr.[11]